# John Hudson (classiciste)
Pour les articles homonymes, voir John Hudson et Hudson.
John Hudson (1662 dans la paroisse de Wythop dans le comté de Cumberland, Angleterre – 26 novembre 1719 à Oxford, Angleterre) est un écrivain spécialiste des humanités, un bibliothécaire et un traducteur anglais.

## Biographie
John Hudson naît en 1662 dans la paroisse de Wythop dans le comté de Cumberland en Angleterre. Il suit une formation à The Queen's College, l'un des collèges de l'université d'Oxford en Angleterre. Il travaillera toute sa vie à l'université. Il est nommé fellow de l'University College à Oxford en 1686, puis libraire de la bibliothèque Bodléienne en 1701 et finalement, en 1711, directeur du collège St Mary Hall à Oxford. Ses positions politiques ont freiné sa carrière, mais il a quand même occupé des postes d'importance.
Hudson a traduit des ouvrages du grec ancien au latin. En tant qu'éditeur et commentateur, il jouit d'une réputation enviable tant sur le sol anglais qu'à l'étranger.
Hudson meurt le 27 novembre 1719 à Oxford en Angleterre.

## Œuvres
Hudson a surtout édité des érudits classiques, en ajoutant ses commentaires.
- Velleius Paterculus, 1693
- Thucydide, 1696
- Geographicae Veteris Scriptores Graeci minores, 1698-1712. (Comprend les ouvrages et les fragments de 21 auteurs antiques, ainsi que des dissertations approfondies d'Henry Dodwell (qui manquent cependant de clarté). Il faut attendre la publication de l'édition de C. W. Müller (1813–1894) pour que ce travail cesse d'être une référence.
- la première édition de De Vocibus Atticis et Hellenicis d'Aelius Moeris (en) en 1712
- Antiquities of the Jews de Flavius Josèphe publiée en 1720[5] de façon posthume par son ami l'antiquaire Anthony Hall.